# Convocazioni all'European League femminile 2016
Elenco delle giocatrici convocate per l'European League 2016.

## Albania
| N° | Nome              | Ruolo | Data di nascita  | Squadra   |
| -- | ----------------- | ----- | ---------------- | --------- |
| -  | Altin Martiri     | All   | 19 aprile 1971   | -         |
| 1  | Erblira Bici      | S/O   | 27 giugno 1995   | Barleti   |
| 2  | Sava Thaka        | C     | 20 aprile 1992   | -         |
| 3  | Esmeralda Tuci    | S     | 7 marzo 1986     | Barleti   |
| 4  | Cindy Marina      | P     | 18 aprile 1998   | Forza1    |
| 5  | Cezarina Xheka    | P     | 13 dicembre 1988 | -         |
| 6  | Eni Fagu          | L     | 11 gennaio 1995  | Barleti   |
| 8  | Romina Matoshi    | S     | 8 aprile 1993    | Skënderaj |
| 9  | Enia Agaj         | S     | 25 gennaio 1998  | Visette   |
| 10 | Klonarda Nezaj    | C     | 20 luglio 1988   | Barleti   |
| 11 | Arjola Prenga     | S     | 9 maggio 1986    | Randaberg |
| 14 | Xhozafa Sejfullai | L     | 29 aprile 1984   | -         |
| 15 | Ergysa Blloku     | S/O   | 21 maggio 1990   | -         |
| 16 | Amarilda Sijoni   | S     | 19 luglio 1981   | Drita     |
| 16 | Dhimitra Kole     | S/O   | 8 gennaio 1996   | -         |
| 18 | Bleona Mecorrapaj | S     | 30 maggio 1996   | -         |

## Azerbaigian
| N° | Nome                 | Ruolo | Data di nascita   | Squadra          |
| -- | -------------------- | ----- | ----------------- | ---------------- |
| -  | Faig Garayev         | All   | 25 agosto 1959    | -                |
| 1  | Ceyran Əliyeva       | L     | 3 gennaio 1995    | Azəryol          |
| 2  | Ksenija Kovalenko    | C     | 21 novembre 1986  | Azərreyl         |
| 3  | Anastasija Artem'eva | O     | 4 dicembre 1989   | Proton           |
| 5  | Odina Əliyeva        | S     | 22 maggio 1990    | Azərreyl         |
| 6  | Kseniya Pavlenko     | C     | 30 agosto 1993    | -                |
| 7  | Olena Charčenko      | C     | 25 novembre 1995  | Telekom Baku     |
| 10 | Jana Matiašovská     | S     | 7 luglio 1987     | Balıkesir BB     |
| 11 | Katerina Zhidkova    | S     | 28 settembre 1989 | Azəryol          |
| 12 | Valeriya Korotenko   | L     | 29 gennaio 1984   | Azərreyl         |
| 14 | Kryscina Besman      | P     | 13 febbraio 1996  | Telekom Baku     |
| 15 | Aynur Kərimova       | C     | 7 dicembre 1988   | Azəryol          |
| 16 | Oksana Kiselyova     | L     | 30 maggio 1992    | Lokomotiv Baku   |
| 17 | Polina Rəhimova      | O     | 5 giugno 1990     | Toyota Queenseis |
| 18 | Shafagat Habibova    | P     | 3 agosto 1991     | Azəryol          |
| 20 | Marharyta Stepanenko | O     | 25 aprile 1993    | Telekom Baku     |

## Bielorussia
| N° | Nome                   | Ruolo | Data di nascita   | Squadra         |
| -- | ---------------------- | ----- | ----------------- | --------------- |
| -  | Aliaksandr Klimovič    | All   | 14 marzo 1955     | -               |
| 3  | Nadzeja Malasaj        | C     | 14 dicembre 1990  | Olympiakos      |
| 5  | Vera Klimovič          | C     | 29 aprile 1988    | Forlì           |
| 6  | Anastasija Harėlik     | S     | 20 marzo 1991     | VolAlto Caserta |
| 7  | Alena Fedorinčik       | L     | 3 luglio 1993     | Minčanka        |
| 8  | Katsiaryna Silantsyeva | S     | 27 luglio 1993    | Minčanka        |
| 9  | Maryna Kuchko          | P     | 13 giugno 1991    | -               |
| 10 | Ol'ha Pavljukovskaja   | L     | 13 luglio 1988    | PTPS            |
| 11 | Tatsiana Seryk         | S/O   | 24 settembre 1992 | Minčanka        |
| 12 | Hanna Kapko            | P     | 21 maggio 1988    | -               |
| 13 | Darya Ionava           | C     | 29 agosto 1989    | -               |
| 14 | Hanna Hryškevič        | S     | 8 febbraio 2000   | Minčanka        |
| 16 | Anzhelika Barysevich   | C     | 20 luglio 1995    | Minčanka        |

## Francia
| N° | Nome                 | Ruolo | Data di nascita   | Squadra              |
| -- | -------------------- | ----- | ----------------- | -------------------- |
| -  | Magali Magail        | All   | 24 febbraio 1978  | ASPTT Mulhouse       |
| 1  | Hélena Cazaute       | S     | 17 dicembre 1997  | Béziers              |
| 2  | Tiphaine Sevin       | P     | 24 giugno 1993    | Istres               |
| 3  | Amandine Giardino    | L     | 30 marzo 1995     | Saint-Raphaël        |
| 4  | Christina Bauer      | C     | 1º gennaio 1988   | River                |
| 5  | Pauline Martin       | C     | 20 ottobre 1995   | Béziers              |
| 6  | Isaline Sager-Weider | C     | 5 luglio 1988     | Vandœuvre Nancy      |
| 7  | Astrid Souply        | S     | 21 luglio 1993    | ASPTT Mulhouse       |
| 9  | Élisabeth Fedèle     | S     | 11 gennaio 1994   | Le Cannet            |
| 10 | Maëva Orlé           | C/O   | 8 maggio 1991     | ASPTT Mulhouse       |
| 11 | Clémentine Druenne   | S     | 5 dicembre 1993   | Nantes               |
| 14 | Mariam Sidibé        | C     | 17 maggio 1993    | Terville Florange    |
| 17 | Alexandra Dascalu    | S/O   | 17 aprile 1991    | Saint-Cloud Paris SF |
| 18 | Alexandra Rochelle   | L     | 14 dicembre 1983  | Béziers              |
| 19 | Nina Stojiljković    | P     | 1º settembre 1996 | Nantes               |

## Grecia
| N° | Nome                   | Ruolo | Data di nascita   | Squadra        |
| -- | ---------------------- | ----- | ----------------- | -------------- |
| -  | Ioannis Kalmazidis     | All   | 16 giugno 1968    | PAOK           |
| 1  | Anthī Vasilantōnakī    | S/O   | 9 aprile 1996     | Imoco          |
| 2  | Maria Elenī Artakianou | L     | 21 maggio 1994    | -              |
| 5  | Athīna Papafōtiou      | P     | 23 agosto 1989    | ASPTT Mulhouse |
| 6  | Elenī Kiosī            | S/O   | 27 ottobre 1985   | Filottrano     |
| 7  | Geōrgia Lamprousī      | C     | 27 giugno 1993    | Olympiakos     |
| 8  | Olga Strantzalī        | S     | 12 gennaio 1996   | -              |
| 9  | Evangelia Merteki      | S     | 29 aprile 1991    | -              |
| 10 | Iliana Iakovidou       | L     | 25 marzo 1995     | -              |
| 11 | Panagiōta Diōtī        | S/O   | 13 novembre 1992  | Pannaxiakos    |
| 12 | Evaggelia Chantava     | S     | 26 ottobre 1990   | Târgoviște     |
| 13 | Katerina Giōta         | C     | 3 luglio 1990     | Olympiakos     |
| 14 | Stylianī Christodoulou | P     | 19 luglio 1991    | Olympiakos     |
| 16 | Maria Genitsaridī      | S     | 3 giugno 1994     | -              |
| 18 | Angeliki Emmanouilidou | C     | 18 settembre 1994 | Olympiakos     |

## Montenegro
| N° | Nome                 | Ruolo | Data di nascita   | Squadra            |
| -- | -------------------- | ----- | ----------------- | ------------------ |
| -  | Vladimir Milačić     | All   | 20 gennaio 1964   | -                  |
| 1  | Tatjana Bokan        | S     | 9 aprile 1988     | Hisamitsu Springs  |
| 2  | Ana Otašević         | C     | 4 maggio 1987     | Developres Rzeszów |
| 3  | Nikoleta Perović     | S/O   | 1º novembre 1994  | Târgu Mureș        |
| 4  | Jelena Cvijović      | S     | 30 settembre 1992 | Penicilina Iași    |
| 5  | Melisa Cenović       | L     | 24 agosto 1988    | -                  |
| 6  | Evgenija Milivojević | P     | 8 dicembre 1993   | -                  |
| 7  | Marija Milović       | C     | 16 luglio 1989    | Calais             |
| 8  | Andrea Laković       | C     | 20 febbraio 1989  | Münster            |
| 9  | Tamara Roganović     | P     | 24 giugno 1994    | TENT               |
| 10 | Elza Hadžisalihović  | S/O   | 23 settembre 1991 | -                  |
| 11 | Danijela Džaković    | S     | 4 maggio 1994     | -                  |
| 12 | Ksenija Ivanović     | S     | 22 maggio 1986    | Telekom Baku       |
| 14 | Milana Rovčanin      | S     | 28 maggio 1992    | -                  |
| 16 | Marijana Mašanović   | L     | 7 novembre 1999   | -                  |

## Polonia
| N° | Nome              | Ruolo | Data di nascita   | Squadra          |
| -- | ----------------- | ----- | ----------------- | ---------------- |
| -  | Waldemar Kawka    | All   | 2 giugno 1966     | -                |
| 1  | Aleksandra Trojan | C     | 6 giugno 1991     | BKS              |
| 2  | Kornelia Moskwa   | C     | 30 ottobre 1996   | BKS              |
| 3  | Paulina Bałdyga   | P     | 24 luglio 1996    | Pałac Bydgoszcz  |
| 6  | Adrianna Adamek   | L     | 23 settembre 1998 | Legionovia       |
| 7  | Patrycja Flakus   | S/O   | 14 marzo 1994     | Joker Świecie    |
| 8  | Klaudia Grzelak   | S     | 12 febbraio 1996  | Legionovia       |
| 9  | Aleksandra Krzos  | L     | 23 giugno 1989    | Muszyna          |
| 10 | Małgorzata Jasek  | S/O   | 14 marzo 1995     | AZS-AWF Warszawa |
| 12 | Julia Twardowska  | S     | 4 maggio 1995     | Budowlani Łódź   |
| 13 | Monika Bociek     | S     | 6 aprile 1996     | Legionovia       |
| 14 | Magdalena Damaske | S     | 19 febbraio 1996  | Atom Trefl Sopot |
| 19 | Alicja Grabka     | P     | 9 maggio 1998     | Legionovia       |
| 22 | Aleksandra Wójcik | S     | 3 gennaio 1994    | Legionovia       |

## Romania
| N° | Nome              | Ruolo | Data di nascita | Squadra         |
| -- | ----------------- | ----- | --------------- | --------------- |
| -  | Bogdan Paul       | All   | -               | CSM Bucarest    |
| 1  | Ioana Baciu       | S/O   | 4 gennaio 1990  | Știința Bacău   |
| 2  | Denisa Rogojinaru | S     | 16 maggio 1985  | Știința Bacău   |
| 3  | Roxana Bacșiș     | S/O   | 19 agosto 1988  | CSM Bucarest    |
| 4  | Diana Tătaru      | P     | 19 aprile 1988  | CSM Bucarest    |
| 5  | Florina Chirilov  | P     | 28 marzo 1988   | Metal Galați    |
| 6  | Mihaela Albu      | L     | 1º gennaio 1994 | Știința Bacău   |
| 7  | Ana Cazacu        | S     | 21 luglio 1994  | Știința Bacău   |
| 8  | Ana-Maria Berdilă | S     | 8 agosto 1993   | Alba-Blaj       |
| 10 | Elena Lăpușneanu  | S     | 7 gennaio 1985  | Dinamo Bucarest |
| 11 | Ionela Canea      | C     | 17 giugno 1986  | Lugoj           |
| 12 | Georgiana Faleş   | C     | 4 febbraio 1986 | CSM Bucarest    |
| 16 | Liana Smărăndache | C     | 9 agosto 1989   | Dinamo Bucarest |

## Slovacchia
| N° | Nome                | Ruolo | Data di nascita  | Squadra             |
| -- | ------------------- | ----- | ---------------- | ------------------- |
| -  | Marek Rojko         | All   | 29 luglio 1977   | -                   |
| 1  | Miroslava Kuciaková | S     | 31 gennaio 1989  | PTSV Aachen         |
| 2  | Karin Palgutová     | S/O   | 12 febbraio 1983 | St. John's          |
| 3  | Dominika Valachová  | L     | 4 giugno 1986    | PTSV Aachen         |
| 5  | Erika Salanciová    | S     | 4 giugno 1991    | Suhl                |
| 6  | Dominika Drobnaková | S     | 4 giugno 1992    | Suhl                |
| 7  | Tatiana Crkoňová    | S/O   | 7 gennaio 1992   | PTSV Aachen         |
| 9  | Jaroslava Pencová   | C     | 24 giugno 1990   | Lokomotiv Baku      |
| 10 | Simona Kóšová       | C     | 27 marzo 1992    | PTSV Aachen         |
| 11 | Michaela Abrhámová  | C     | 31 agosto 1993   | Saint-Raphaël       |
| 12 | Nikola Radosová     | S     | 3 maggio 1992    | BKS                 |
| 14 | Monika Doležajová   | L     | 6 settembre 1995 | Slávia Bratislava   |
| 16 | Paula Kubová        | S/O   | 28 maggio 1986   | Olomouc             |
| 18 | Lucia Sedláčková    | P     | 7 giugno 1999    | Bilíkova Bratislava |
| 19 | Lenka Ovečková      | P     | 16 novembre 1995 | -                   |
| 20 | Barbora Koseková    | P     | 22 novembre 1994 | Slávia Bratislava   |
| 21 | Monika Šmitalová    | C     | 31 marzo 1990    | -                   |

## Slovenia
| N° | Nome              | Ruolo | Data di nascita   | Squadra         |
| -- | ----------------- | ----- | ----------------- | --------------- |
| -  | Bruno Najdić      | All   | 25 febbraio 1968  | -               |
| 3  | Mojca Božič       | P     | 30 marzo 1992     | Kamnik          |
| 4  | Nika Blagne       | S     | 16 novembre 1994  | Branik          |
| 6  | Katja Medved      | L     | 20 marzo 1986     | Târgoviște      |
| 7  | Urška Igličar     | S     | 15 marzo 1995     | Kamnik          |
| 10 | Sara Valenčič     | S     | 22 agosto 1990    | HIT Nova Gorica |
| 11 | Živa Recek        | S     | 10 maggio 1993    | Florida         |
| 13 | Sara Najdić       | P     | 17 dicembre 1994  | Branik          |
| 14 | Lana Ščuka        | S     | 6 ottobre 1996    | LJ              |
| 15 | Marina Cvetanović | S     | 14 febbraio 1986  | Branik          |
| 16 | Monika Potokar    | S     | 18 dicembre 1987  | Kamnik          |
| 17 | Tina Kaker        | C     | 24 agosto 1993    | Koper           |
| 18 | Saša Planinšec    | C     | 2 giugno 1995     | Branik          |
| 21 | Tina Grudina      | C     | 3 dicembre 1994   | Kamnik          |
| 22 | Meta Jerala       | L     | 26 settembre 1991 | Kamnik          |

## Spagna
| N° | Nome              | Ruolo | Data di nascita   | Squadra             |
| -- | ----------------- | ----- | ----------------- | ------------------- |
| -  | Pascual Saurín    | All   | 26 febbraio 1967  | Dauphines Charleroi |
| 1  | María Shelegel    | C     | 29 agosto 1993    | -                   |
| 2  | María José Corral | P     | 1º gennaio 1991   | Terville Florange   |
| 3  | María Álvarez     | P     | 1º settembre 1995 | Alcobendas          |
| 4  | Jessica Rivero    | S     | 15 marzo 1995     | LJ                  |
| 5  | Alba Sánchez      | S     | 9 settembre 1991  | Évreux              |
| 6  | Ana Correa        | C     | 19 gennaio 1985   | Hermaea             |
| 8  | Saray Manzano     | S     | 29 giugno 1996    | JAV Olímpico        |
| 9  | Patricia Llabrés  | L     | 15 aprile 1996    | Haro                |
| 10 | Amelia Portero    | S     | 28 maggio 1995    | Logroño             |
| 11 | Mabel Caro        | C     | 13 marzo 1992     | Dauphines Charleroi |
| 13 | Helia González    | S     | 29 agosto 1985    | Logroño             |
| 15 | Milagros Collar   | S/O   | 15 aprile 1988    | Târgoviște          |
| 16 | María Segura      | S     | 10 aprile 1992    | Trentino Rosa       |
| 18 | Sara Folgueira    | S/O   | 17 dicembre 1996  | Dauphines Charleroi |

## Ungheria
| N° | Nome                 | Ruolo | Data di nascita   | Squadra      |
| -- | -------------------- | ----- | ----------------- | ------------ |
| -  | Jan de Brandt        | All   | 20 gennaio 1959   | -            |
| 1  | Gréta Szakmáry       | S/O   | 31 dicembre 1991  | Gödöllõ      |
| 3  | Renáta Szpin         | L     | 30 aprile 1996    | Békéscsabai  |
| 4  | Noémi Leidgeb        | C     | 12 settembre 1993 | -            |
| 7  | Rita Molcsányi       | L     | 11 gennaio 1993   | Békéscsabai  |
| 8  | Zsuzsanna Tálas      | P     | 9 luglio 1993     | Békéscsabai  |
| 9  | Bernadett Dékány     | S     | 30 giugno 1992    | Pro Victoria |
| 10 | Szandra Szombathelyi | S     | 2 agosto 1989     | Vasas        |
| 11 | Enikö Lakatos        | C     | 21 ottobre 1993   | -            |
| 12 | Ágnes Pallag         | S/O   | 2 settembre 1993  | VDK Gent     |
| 13 | Petra Széles         | C     | 27 gennaio 1988   | Gödöllõ      |
| 16 | Eszter Nagy          | C     | 1º novembre 1991  | -            |
| 17 | Réka Bleicher        | P     | 15 ottobre 1995   | -            |
| 19 | Andrea Pinter        | C     | 5 luglio 1994     | -            |